# Złotosłonka amerykańska
Złotosłonka amerykańska (Nycticryphes semicollaris) – gatunek ptaka z rodziny złotosłonek (Rostratulidae), żyjący na przybrzeżnych siedliskach w Ameryce Południowej. Jest bliski zagrożenia wyginięciem.

## Taksonomia

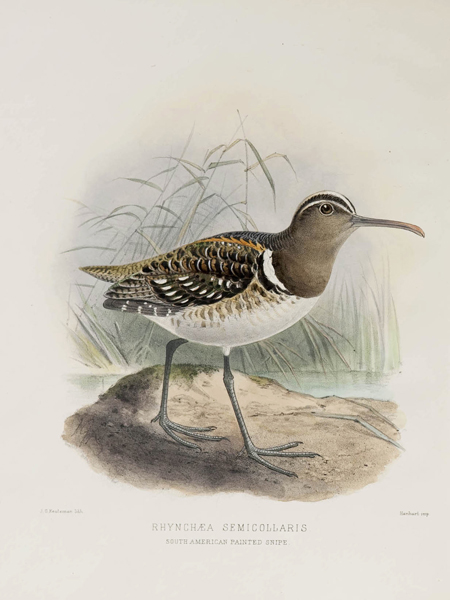
Złotosłonka amerykańska na rysunku w The Geographical Distribution of the Family Charadriidae (1888)

Złotosłonka amerykańska jest jedynym przedstawicielem rodzaju Nycticryphes należącego do rodziny złotosłonek (Rostratulidae). Poza tym gatunkiem do tej rodziny należą także: złotosłonka bengalska oraz złotosłonka australijska. Nie wyróżnia się podgatunków.

## Morfologia
Ptak ten osiąga od 19 do 23 cm długości, natomiast masa ciała waha się w granicach około 65–86 g. Głowa, szyja i górna część piersi są ciemne, czerwonawobrązowe z żółtym paskiem na górze głowy i żółtymi paskami brwiowymi. Górne części ciała są ciemnobrązowe, z białymi plamkami oraz dwoma żółtymi pasami układającymi się w kształt litery „V”, brzuch biały. Samice są nieco większe, prawdopodobnie też nieco jaśniejsze. Pozostałe gatunki w tej rodzinie wykazują większy dymorfizm płciowy. Dziób jest relatywnie długi i lekko zakrzywiony ku dołowi.

## Występowanie
Gatunek ten zamieszkuje głównie nizinne, podmokłe łąki na terenie Ameryki Południowej – w południowej Brazylii, Paragwaju, Urugwaju, Argentynie i środkowym Chile.

## Tryb życia
Żywi się małymi bezkręgowcami (głównie skorupiakami i owadami oraz ich larwami) oraz nasionami; pokarm wygrzebuje za pomocą dzioba z mulastego podłoża. Zazwyczaj żeruje o zmierzchu. Rozmnaża się zazwyczaj od lipca do lutego. Gniazduje na gruncie, składa 2, rzadko 3 jaja. Jest prawdopodobnie monogamiczny, gniazduje w małych grupach.

## Status
Międzynarodowa Unia Ochrony Przyrody (IUCN) od 2024 roku uznaje złotosłonkę amerykańską za gatunek bliski zagrożenia (NT – Near Threatened); wcześniej była ona klasyfikowana jako gatunek najmniejszej troski (LC – Least Concern). Szacowana liczebność populacji mieści się w przedziale 8000 – 100 000 osobników. Trend liczebności populacji uznawany jest za prawdopodobnie spadkowy. Głównym zagrożeniem jest utrata i degradacja siedlisk.